# Anaxidamos
Anaxidamos (altgriechisch Ἀναξίδαμος Anaxídamos) war ein Mitglied des Hauses der Eurypontiden von Sparta, Sohn des Zeuxidamos und Vater eines Archidamos.
Nach der nicht historischen Königsliste des Pausanias soll er König gegen Ende des Zweiten Messenischen Krieges gewesen sein (2. Hälfte des 7. Jahrhunderts v. Chr.).